# 대한용접학회
대한용접접합학회는 사회일반 이익에 공여하기 위하여 공익법인의 설립 운영에 관한 법률의 규정에 따라 용접접합에 관한 학문 및 기술의 향상을 도모하여 국가 산업발전에 공헌할 목적으로 1983년 9월 20일 설립허가된 대한민국 미래창조과학부 소관의 사단법인이다. 사무실은 서울 영등포구 국회대로 66길 23 산정빌딩 304호에 있다.